# (36621) 2000 QN151
2000 QN151 (asteroide 36621) é um asteroide da cintura principal. Possui uma excentricidade de 0.09699190 e uma inclinação de 7.87057º.
Este asteroide foi descoberto no dia 25 de agosto de 2000 por LINEAR em Socorro.